# Ponte do Monte Branco
A Ponte do Monte Branco  em Genebra na Suíça pode ser considerada como o fim do Lago Léman e onde o Rio Ródano retoma o seu curso até ao Mediterrâneo, curso que havia deixado à 73 km, antes de entrar no lago perto do Castelo de Chillon. É muito provável que o nome tenha sido escolhido pelo facto de se ver no alinhamento Oeste-Este o Monte Branco.

## Interesse
A ponte liga duas artérias principais de ambos os lados da cidade - o Quai du  Mont-Blanc  e a Rua do Monte Branco na margem direita, e o  Quai Gustave Ador e a Avenida Pictet-de-Rochemont na margem esquerda.
É uma das pontes mais frequentadas de Genebra, não só porque se encontra em pleno centro da cidade, como por ser a primeira passagem, entre as duas margens, do fim do lago,

## História
A primeira ponte do Mont Blanc é feito de chapa em 1862. Mede 250 m de comprimento, 16 metros de largura, e é composto por 12 vãos. Mal construída e mal adaptados para as cargas que deve suportar é rapidamente substituída, até porque é preciso adapta-la aos carro eléctricos  após a electrificação da rede .
Os trabalhos iniciam-se em 1903 e sem se cortar o transito a ponte é aumentada de 3 m  em largura, permitindo uma via dupla para os eléctricos, no centro da ponte. Executado em três fases, o trabalho é concluído a 19 de agosto de 1903 e a ponte será aberta ao transito de 31 de Outubro de 1903, dois meses antes do previsto.
Novo alargamento da ponte em 1965, que passa a ter 26,8 m de largura, o que permite um aumento de 20 cm para a estrada e a criação de dois passeios de 3 m 

## Trânsito e peões
Em Dezembro de 2001 é inaugurada uma passagem por baixo da margem direita da ponte, suprimindo-se assim a passagem de peões que dificultava o trânsito. A característica da passagem é ser constituída por uma ponte flutuante em aço, única no seu género 